# Ioánnis Georgiádis
Ioánnis Georgiádis (en grec moderne : Ιωάννης Γεωργιάδης, né le 29 mars 1876 et mort le 14 mars 1960), est un escrimeur grec pratiquant le sabre. Il est le premier champion olympique d'escrime au sabre de l'histoire.
En 1896, Georgiádis tira l’épreuve de sabre masculin. Lors de la poule finale il obtient quatre victoires en battant tous ses concurrents (Geórgios Iatrídis (en), Adolf Schmal, Tilémachos Karákalos et Holger Nielsen).
Par la suite Georgiádis est devenu professeur de médecine légale et toxicologie à l’école de médecine à l’université nationale et capodistrienne d’Athènes.

## Palmarès
- Jeux olympiques
  -  Médaille d'or au sabre individuel lors des Jeux olympiques 1896 à Athènes
  -  Médaille d'or au sabre individuel lors des Jeux olympiques intercalaires 1906 à Athènes
  -  Médaille d'argent au sabre par équipes lors des Jeux olympiques intercalaires 1906 à Athènes